# Cavour (C 550)
El Cavour (C 550) es un portaaviones V/STOL de la Marina Militare de Italia que entró en operaciones en junio de 2009. Construido en Génova, realizó su primera prueba de mar el 22 de diciembre de 2006 y fue asignado el 27 de marzo de 2008. El buque está dotado para operaciones anfibias y ha sido diseñado para desarrollar diversas funciones, si bien predomina su uso aéreo. El desplazamiento es de 27 900 toneladas, pudiendo pasar las 30 000 a plena capacidad operativa militar.

## Grupo embarcado
El Cavour embarcará V/STOL AV8B Harrier Plus y, cuando estén disponibles, los nuevos F35 (del programa Joint Strike Fighter). También embarcará helicópteros del tipo medio SH3-D, NH90 y pesados EH101, así como una plataforma radar (versión AEW de helicóptero) que puede actuar de búsqueda y rescate (SAR) o de ataque antisubmarino (ASW) o antisuperficie (ASuW). 
El grupo del vuelo no será fijo sino que vendrá fijado sobre la base de la misión de la nave. Podría ser formado de un compuesto de aproximadamente 24 unidades de media de ala fija y 7 helicópteros.
Un grupo de vuelo tipo, sería: AV8B Harrier Plus o cuando estén disponibles F-35B y EH101 o NH90.

## Historial

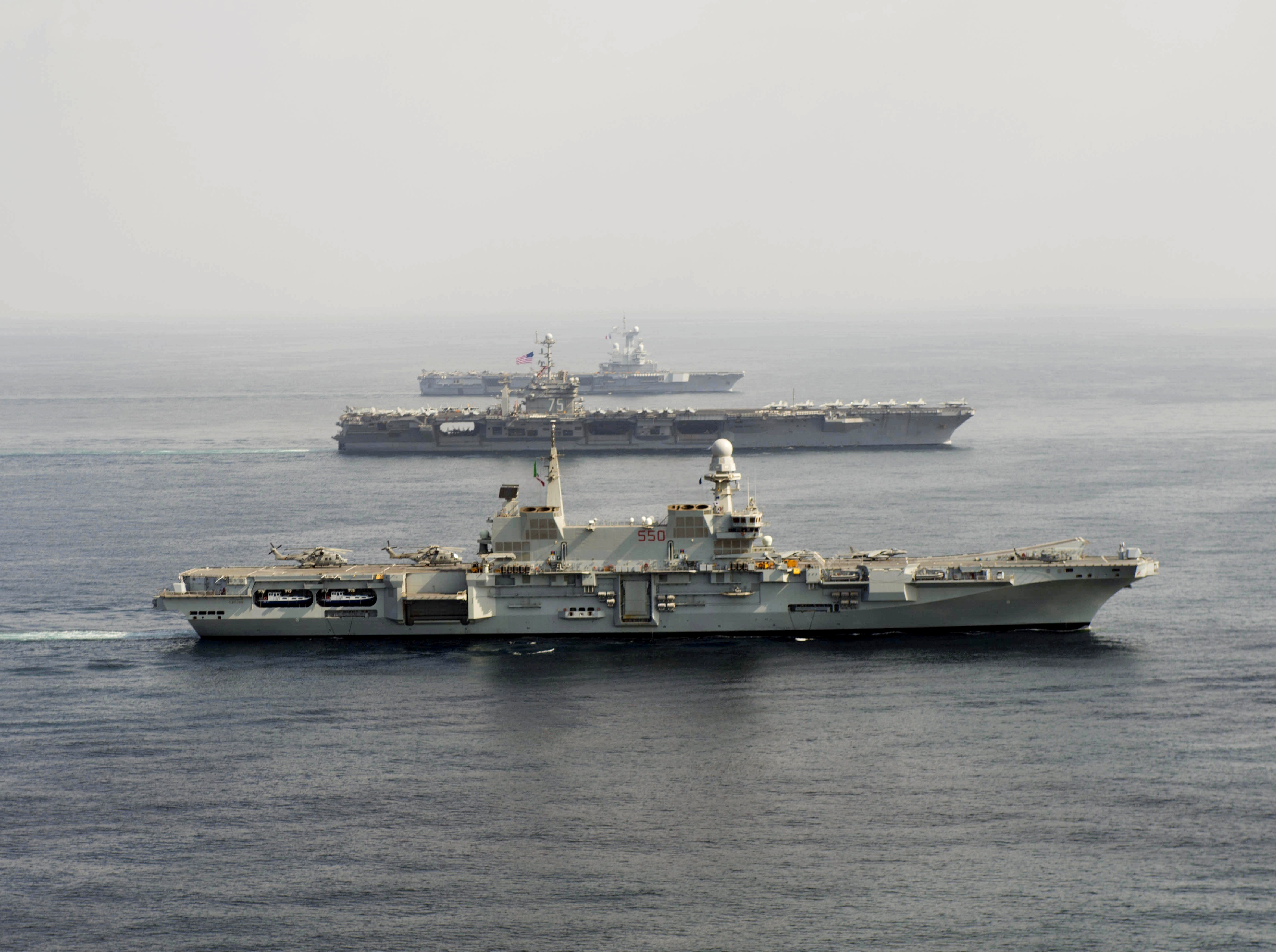
Golfo de Oman (Junio, 2014) El portaaviones de la marina italiana ITS Cavour (CVH 550), al frente, el portaaviones estadounidense USS Harry S. Truman (CVN 75) y el portaaviones de la marina francesa Charles de Gaulle (R 91).

La primera operación fue en Haití, donde el Cavour aporto con ayuda a causa del catastrófico terremoto de enero de 2010.
Por primera vez recalo en un puerto fuera de Italia, en el Puerto de La Luz en Las Palmas de Gran Canaria, Gran Canaria. Después de esa parada de reabastecimiento se dirigió hacia Brasil y finalmente recalo en República Dominicana en el puerto de Caucedo con más de 40 casas prefabricadas, ayuda humanitaria y hasta tres quirófanos en su interior.